# Лі Шуцзинь
Лі Шуцзинь (нар. 1 серпня 1982, Фучжоу, Цзянсі, КНР) — китайський борець греко-римського стилю, бронзовий призер чемпіонату світу і Азійських ігор, срібний призер Кубку світу, учасник Олімпійських ігор.

## Біографія
Боротьбою почав займатися з 1994 року. Виступав за борцівський клуб провінції Цзянсі.

## Спортивні результати на міжнародних змаганнях

### Виступи на Олімпіадах
| Змагання                    | Збірна | Вагова категорія                 | Місце |
| --------------------------- | ------ | -------------------------------- | ----- |
| Літні Олімпійські ігри 2012 | Китай  | греко-римська боротьба, до 55 кг | 7     |

На літніх Олімпійських іграх 2012 року в Лондоні вигравши два перших поєдинки, в тому числі і у Вьюгара Рагімова, який представляв Україну, програв у чвертьфіналі азербайджанському борцеві Ровшану Байрамову. У втішному фіналі, програв російському спортсмену Мінгіяну Семенову і посів сьоме місце.

### Виступи на Чемпіонатах світу
| Змагання                        | Збірна | Вагова категорія                 | Місце  |
| ------------------------------- | ------ | -------------------------------- | ------ |
| Чемпіонат світу з боротьби 2005 | КНР    | греко-римська боротьба, до 60 кг | 26     |
| Чемпіонат світу з боротьби 2011 | КНР    | греко-римська боротьба, до 55 кг | Бронза |

### Виступи на Чемпіонатах Азії
| Змагання                       | Збірна | Вагова категорія                 | Місце |
| ------------------------------ | ------ | -------------------------------- | ----- |
| Чемпіонат Азії з боротьби 2007 | КНР    | греко-римська боротьба, до 55 кг | 7     |
| Чемпіонат Азії з боротьби 2008 | КНР    | греко-римська боротьба, до 55 кг | 5     |

### Виступи на Азійських іграх
| Змагання           | Збірна | Вагова категорія                 | Місце  |
| ------------------ | ------ | -------------------------------- | ------ |
| Азійські ігри 2010 | КНР    | греко-римська боротьба, до 55 кг | Бронза |

### Виступи на Кубках світу
| Змагання                    | Збірна | Вагова категорія                 | Місце  |
| --------------------------- | ------ | -------------------------------- | ------ |
| Кубок світу з боротьби 2009 | КНР    | греко-римська боротьба, до 55 кг | Срібло |

### Виступи на інших змаганнях
| Змагання                               | Збірна | Вагова категорія                 | Місце  |
| -------------------------------------- | ------ | -------------------------------- | ------ |
| Міжнародний меморіал Дейва Шульца 2007 | КНР    | греко-римська боротьба, до 55 кг | 4      |
| Міжнародний меморіал Дейва Шульца 2010 | КНР    | греко-римська боротьба, до 55 кг | 6      |
| Тестовий турнір FILA 2011              | КНР    | греко-римська боротьба, до 55 кг | Бронза |
| Міжнародний меморіал Дейва Шульца 2013 | КНР    | греко-римська боротьба, до 60 кг | Бронза |